# Metapterygota
Die Metapterygota (griech. meta = danach, pterygōtos = geflügelt) sind ein Taxon der Insekten (Insecta), in dem Libellen (Odonata) und Neuflügler (Neoptera) zusammengefasst werden. Es wird vor allem in der kladistischen Klassifikation der Insekten verwendet.

## Merkmale
Hauptmerkmal der Metapterygota ist, dass sich die Imagines nicht mehr häuten. Sie stehen damit den Eintagsfliegen (Ephemeroptera, auch Archipterygota genannt) gegenüber, die im Gegensatz zu den Metapterygota vor der geschlechtsreifen Imago ein flugfähiges Subimago ausbilden. Weitere Merkmale sind: Reduktion des mittleren Schwanzfilaments, die vorderen und hinteren Gefäßstränge der Tracheen in den Flügeln und den Beinen sind zu einem Bogen fusioniert und die Fixierung des vorderen mandibularen Scharniers. In jeden Flügel ziehen sich Zweige von zwei verschiedenen Beintracheen; der eine Zweig geht vom intersegmentalen Stigma (Atemloch) vor dem Flügel aus, der andere Zweig vom intersegmentalen Stigma hinter dem Flügel.

## Systematik
Das Taxon wurde von 1909 von Carl Julius Bernhard Börner vorgeschlagen. Es bildet zusammen mit den Eintagsfliegen (Ephemeroptera), von Carl Börner auch Archipterygota genannt, die Gruppe der Fluginsekten (Pterygota). Innerhalb der Metapterygota bilden die Libellen und die Neuflügler wiederum ein Schwestergruppenverhältnis. Vereinfachtes Kladogramm:
|               | Eintagsfliegen (= Archipterygota)                       |
|               |                                                         |
| Metapterygota | \| \| Libellen \| \| \| \| \| \| Neuflügler \| \| \| \| |
|               | \| \| Libellen \| \| \| \| \| \| Neuflügler \| \| \| \| |
|               | Libellen                                                |
|               |                                                         |
|               | Neuflügler                                              |
|               |                                                         |

|  | Libellen   |
|  |            |
|  | Neuflügler |
|  |            |

## Belege